# MTV Hits (Evropa)
MTV Hits (dříve MTV Extra) je 24 hodin denně vysílající kanál Paramount Global, který vysílá pouze hudební videoklipy. Tento kanál začal vysílat 1. května 2001. Kanál je dostupný ve Belgii, Irsku, Francii, Švédsku, Dánsku, Norsku, Finsku, Rumunsku, Izraeli, Rakousku, Německu, Švýcarsku, Polsku, České republice, Maďarsku a na Slovensku.
V Itálii, je kanál MTV Hits jako jiný kanál, který se zaměřuje na italské a mezinárodní umělce.
Od 1. ledna 2025 přestala MTV Hits v Nizozemsku existovat.
Stanice MTV Hits ve Spojené království ukončila vysílání 14. dubna 2025 a byla nahrazena programem Club MTV.

## Dostupnost v České republice a na Slovensku
V České republice je kanál dostupný na satelitní platformě UPC Direct.
Na Slovensku je kanál dostupny v satelitních platformach Skylink, Digi TV a Magio Sat.

## Pořady
- Non-Stop Hits!
- Today's Top Hits
- Worldwide Hits!
- Weekend Hitlist
- MTV Top 20
- Fresh Out
- Guess The Year
- Video Premiere
- Artist: The Hits
- Artist x Artist
- Artist x Artist x Artist
- 50 Best Party Hits Of The Century!
- Top 50 Biggest Hits Of 2024!
- MTV's Top 50 Party Hits Of 2024!
- Best Of 2024: 50 Most Played Videos!
- The 50 Greatest Christmas Songs
- Andrew Ridgeley Presents 50 Christmas Classics!
- R&B Vs Hip-Hop! 50 Hot Hits
- 50 Best Party Hits Of The Century!
- MTV's 50 Soundtrack Essentials
- MTV's 50 Best Of 2024
- MTV Top 20 Of 2024!
- Global Hits Of 2024!
- Biggest Hits Of 2024!
- Party Hits Of 2024!
- Lady Gaga x Bruno Mars!
- Hottest Dance Hits Of 2024!
- Non-Stop R&B & Hip Hop Party!
- 2 From 1: Party Hits!
- Throwback Party! 2000-2009
- Christmas Hits!
- Christmas Time with Justin Hawkins
- Party Into 2025!
- Happy New Year From MTV Hits!

Zdroj odkazů: